# صورتک

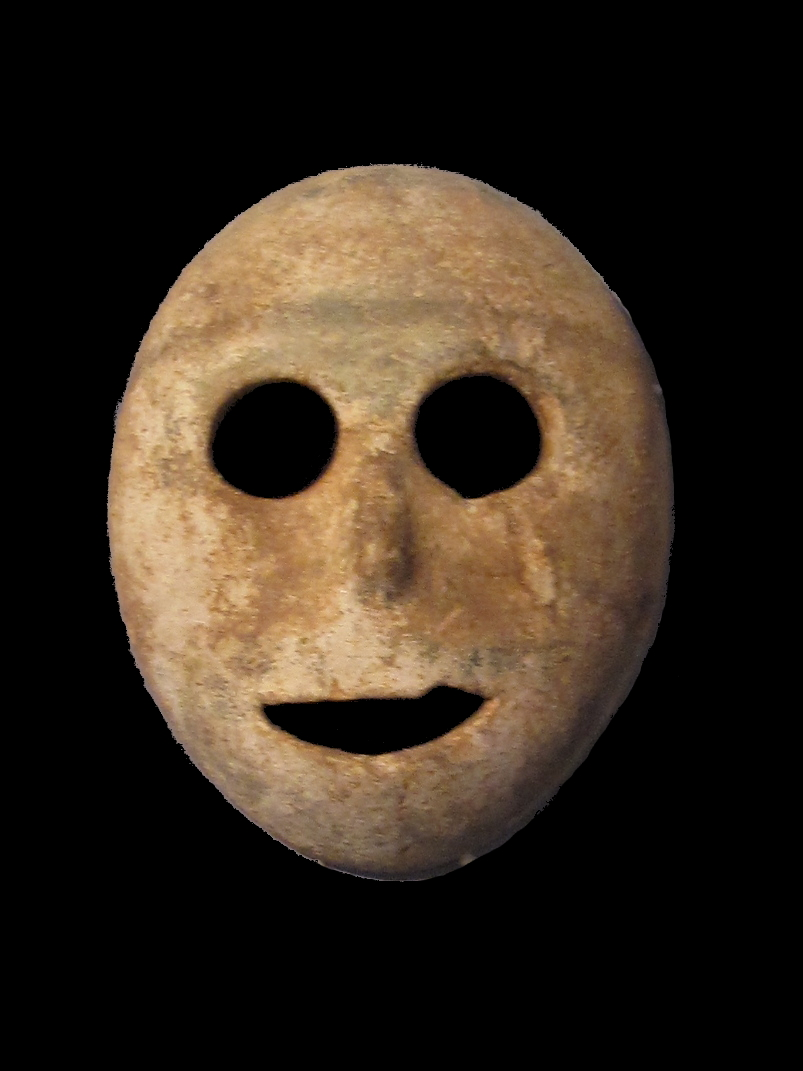

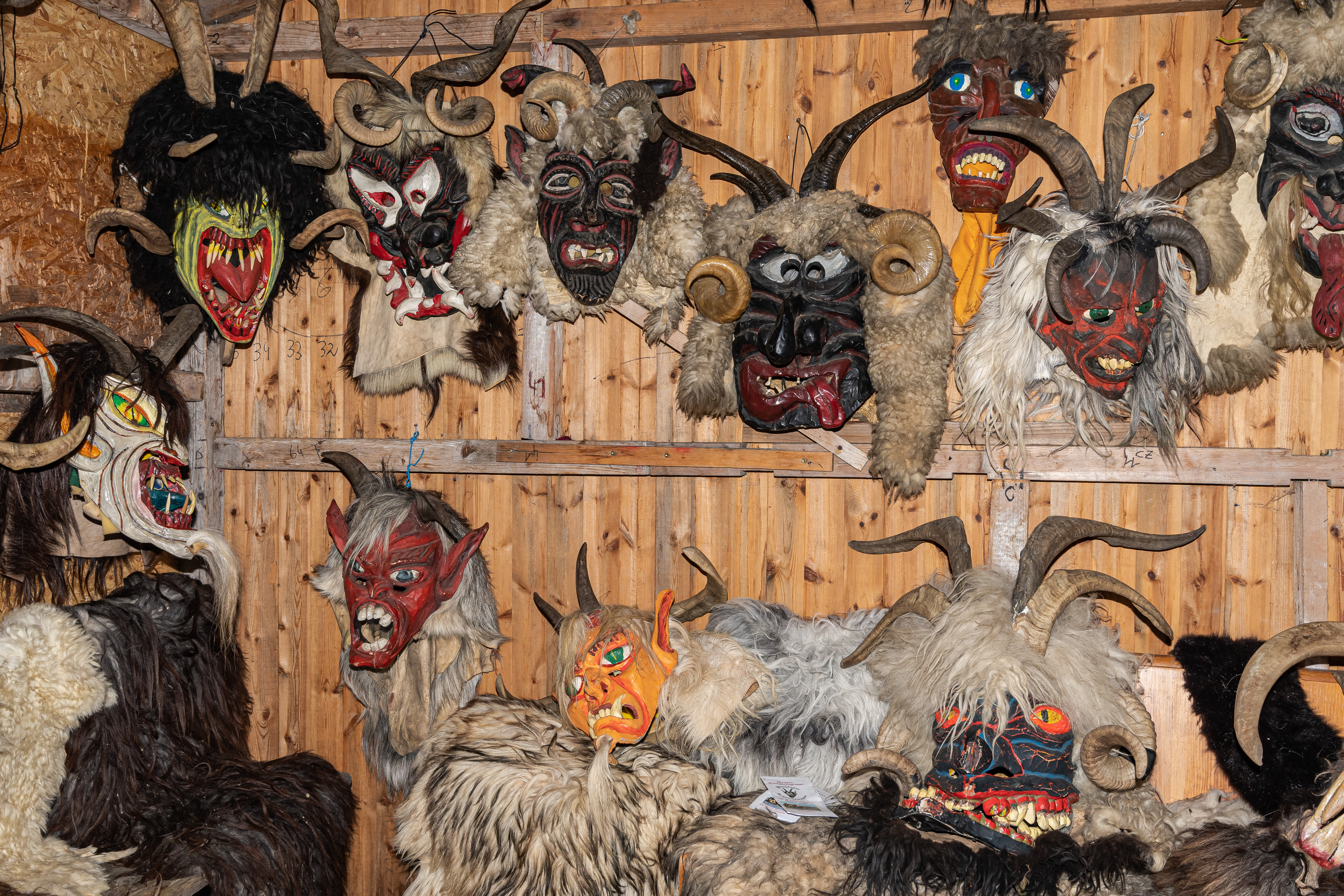

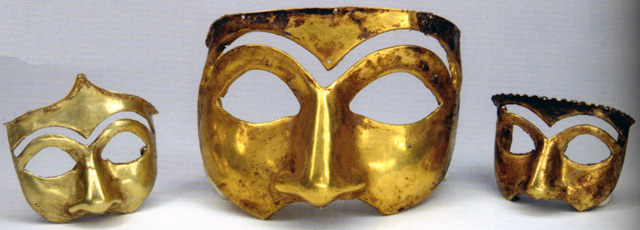
نقاب زرین ایرانی، کشف شده در غار کلماکره، در لرستان ایران است که مربوط به نیمهٔ نخست هزارهٔ نخست پیش از میلاد است و در موزهٔ ملی ایران نگهداری می‌شود.

صورتک یا صورت‌پوش یا نقاب (به انگلیسی: mask) یک جسم مصنوعی به شکل صورت جانوران یا آدمیان است که بر صورت می‌بندند.
از صورتک بیش‌تر برای حفاظت، پنهان‌بودن، نمایش یا سرگرمی بر روی صورت استفاده می‌کنند. صورتک‌ها از روزگار باستان برای هر دو نیاز تشریفات (مراسم‌ها) و کاربردی (عملی) به کار می‌رفته‌اند. آن‌ها بیش‌تر بر صورت پوشیده می‌شوند، هرچند ممکن است برای اجرا، دیگر نقاط بدن را نیز بپوشانند.

## تعریف ماسک
ماسک شی است که به‌طور معمول برای پوشاندن صورت به کار می‌رود، انواع مختلف آن برای حفاظت، پنهان کردن، اجرا یا سرگرمی و تفریح کاربرد دارد. از روزگار باستان، ماسک‌ها در مراسم آیینی و اهداف خاص به کار می‌رفتند. ماسک‌ها به‌طور معمول برای پوشاندن صورت به کار می‌رود، اما ممکن است در موقعیتی دیگر ی از بدن بازیگر نیز استفاده شوند، انسان‌های غول پیکر منطقه‌ای در استرالیا از ماسک‌هایی استفاده می‌کنند که در واقع روح محافظ شخص هستند و بدن آن‌ها را می‌پوشاند در حالیکه زنان قبیله اینوئیت در آمریکای شمالی در هنگام قصه گویی و رقص از ماسک‌های انگشتی استفاده می‌کنند. امروزه با توجه به افزایش آمار مبتلایان به ویروس کرونا در سراسر جهان، از ماسک‌های مختلفی در مقیاس گسترده استفاده می‌شود. همچنین به علت کمبود ماسک در برخی از کشورها از جمله ایران، عده ای از افراد تصمیم گرفتند خودشان ماسک‌هایی را تولید کنند که به اصطلاح به ماسک‌های خانگی معروف شدند و به همین علت، در مدت زمان کمی، جای ماسک‌های پزشکی را گرفتند.

## ریشه‌یابی
- کلمه ماسک از ریشه فرانسوی masque و همتای ایتالیایی آن maschera و اسپانیایی mascara
- همچنین نیای آنها ممکن است در لاتین mascus,mascz به مفهوم روح (ghost)
- عبری، masecha به مفهوم ماسک
- عربی، مَسخَرهٌ (maskharah) به مفهوم شوخ، دلقک، شخصی در لباس مبدل
- مَسخَرَ (maskhara) کسی که تمسخر می‌کند، کسی که دست به کاری ساختگی می‌زند
- مَسَخَ (masakha) کسی که تغییر شکل می‌دهد.

ماسک. چنگ زننده به چیزی و گیرنده. (ناظم الاطباء). نگاه دارنده؛ و رجوع به ماسکه و تمسک شود. قابض. (یادداشت به خط دهخدا). دهخدا). ماسک. چنگ زننده به چیزی و گیرنده. (ناظم الاطباء). نگاه دارنده.

## گالری تصاویر

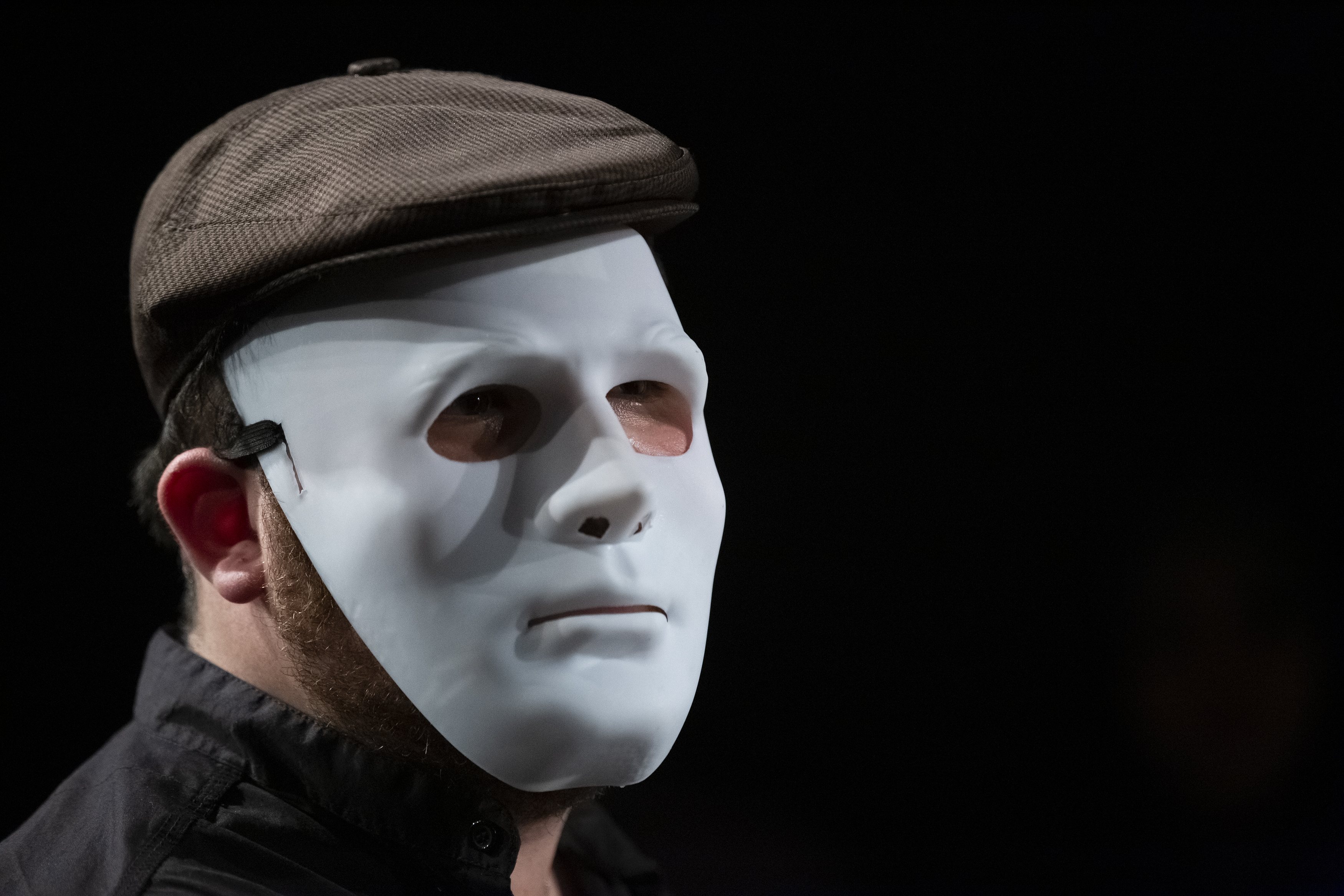
یک بازیگر مرد در اجرای تئاتری با نام مسافران که در یک صحنه از ماسک استفاده می‌کند
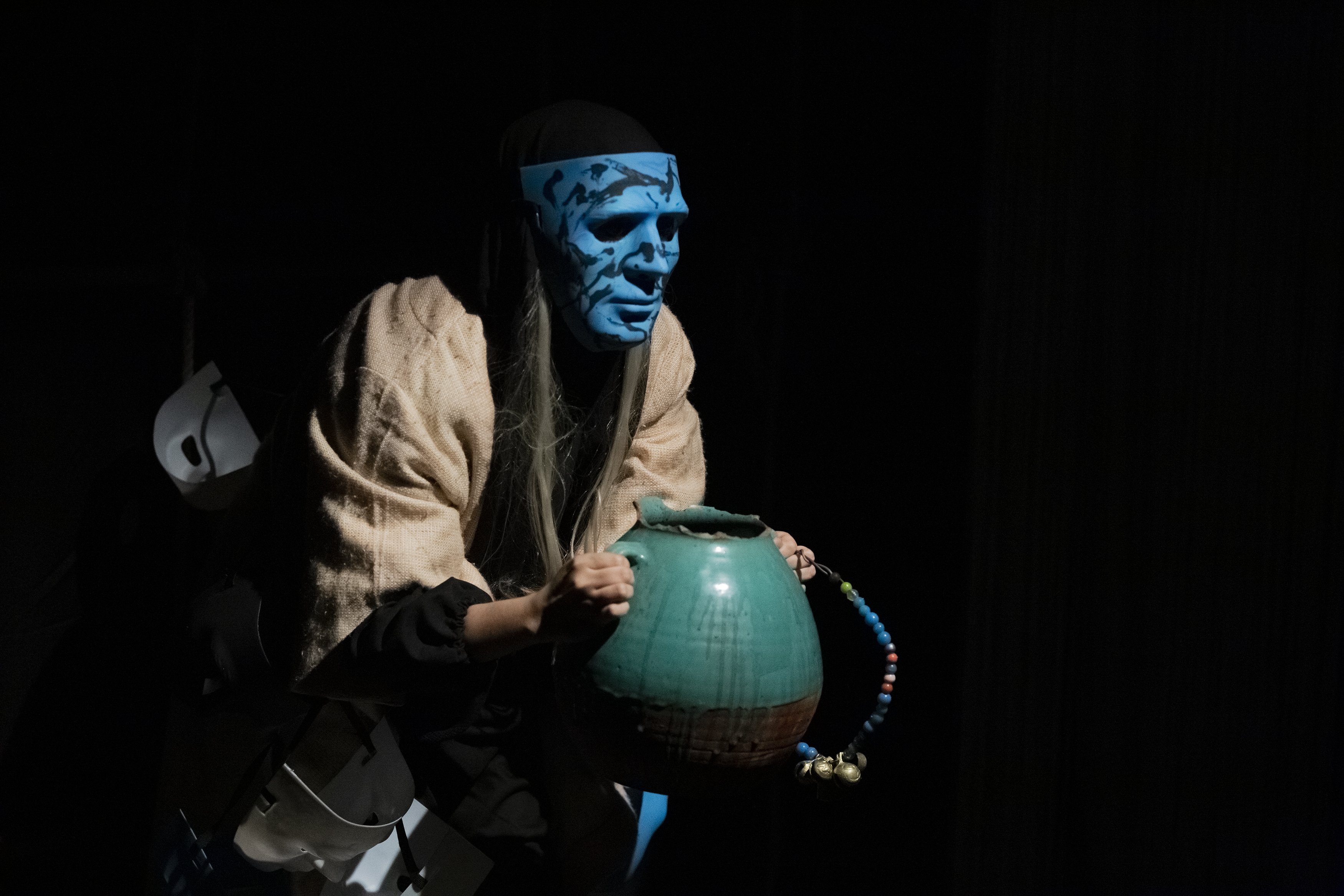
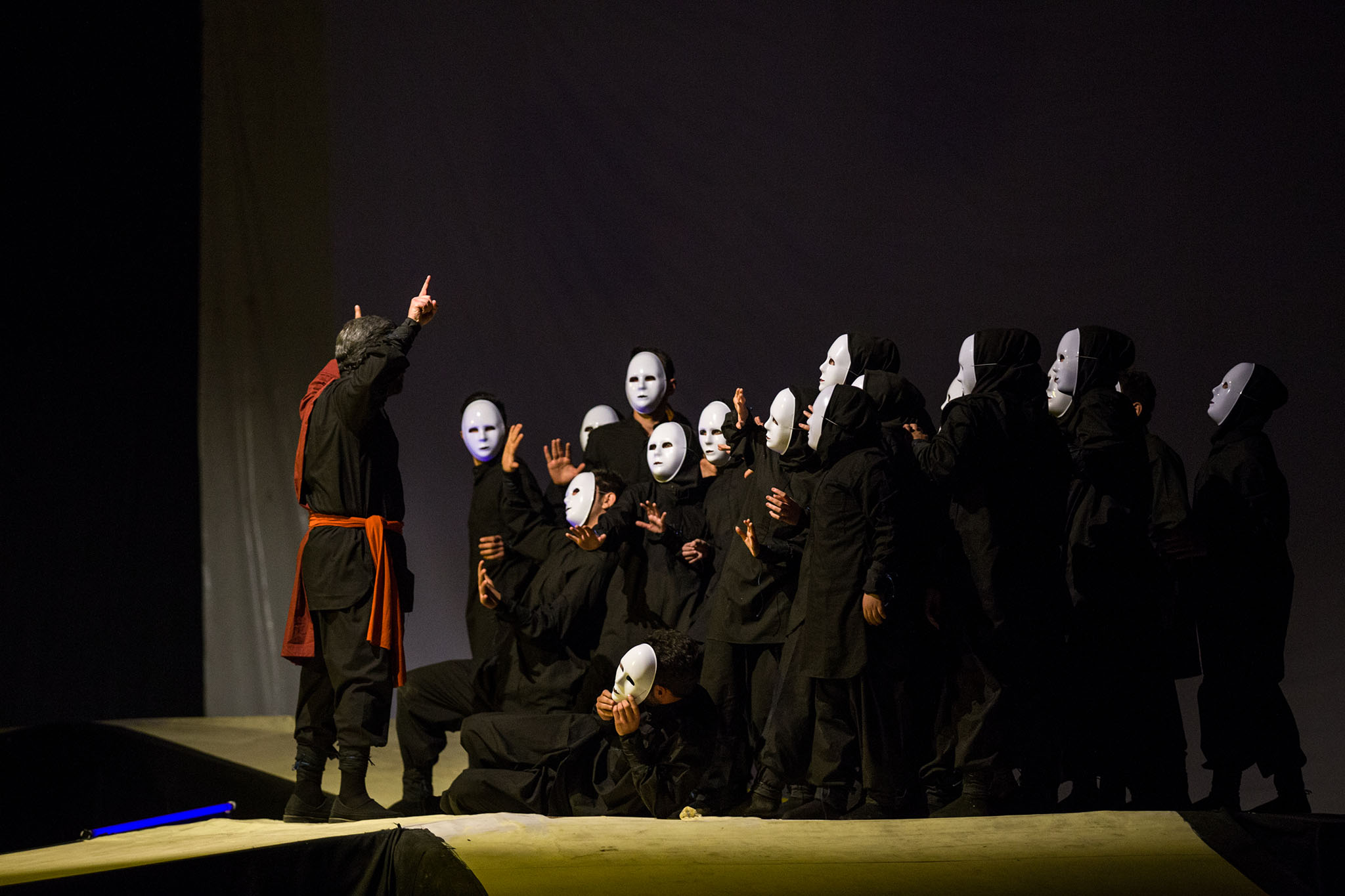